# Krnča
Krnča je obec na Slovensku v okrese Topoľčany. V obci žije přibližně 1 400 obyvatel. V roce 2009 měla obec 1287 obyvatel, rozloha katastrálního území činí 18,97 km².

## Geografie

### Poloha
Obec leží na středním Ponitří, na pomezí Podunajské pahorkatiny (část Tribečské podhůří) a pohoří Tribeč (část Hornianské podhůří), v údolí potoka Dršňa. Území se nachází v pahorkatině na náplavovém kuželu, který je tvořen druhohorními metamorfovanými horninami a křemencem. Nadmořská výška se pohybuje v rozmezí 184 až 731 m n. m., střed obce je ve výšce 245 m. Více než polovina území je pokryta teplomilnými lesními porosty, které jsou tvořeny duby a habry, ve vyšších polohách buky.

### Využití půdy
Celková rozloha území obce je 18,9668 km², z toho v roce 2020 připadalo 26 % na zemědělskou půdu. Využití půdy (2020): 18 % orná půda, 2 % zahrady, 70 % lesy. V roce 2023 připadalo 491,55 ha na zemědělskou půdu, z toho 343,42 ha byla orná půda, 33,13 ha zahrady a 115 ha byl travnatý porost. Lesy zaujímaly 1 318,13 ha lesy a 45,73 ha byla zastavěná plocha a nádvoří.

### Sousední obce
Obec sousedí:
|  | Bošany    | Klátova Nová Ves |
|  |           | Zlatno           |
|  | Práznovce |                  |

### Doprava
Přístup do obce zabezpečuje silnice III/1702, která odbočuje ze silnice III/593 Nitra–Partizánské.

## Historie
První písemná zmínka o obci Kernulch pochází z roku 1183, ale předpokládá se, že vznikla už v první polovině 12. století. Listina papeže Lucia III. naznačuje existenci obce ve dřívějším období, v době působení arcibiskupa Lukáše (1158–1181). Právě Lukáš odebral podíl církevního desátku nitranské kapitule a až v roce 1183 arcibiskup Mikuláš tento poplatek kapitule vrátil zpět. V první polovině 13. století patřila obec Mikovi z Diviacků, po jeho smrti v roce 1246 si obec rozdělili jeho synové. Dalšími majiteli byli rody Majthénovců, Besnákovců, Gosztonyů, Alberta Filipa Krohna a dalších.
V roce 1553 obec platila daň z pěti a půl porty, v roce 1715 bylo v obci 15 domácností, v roce 1828 žilo v 73 domech 507 obyvatel. Hlavní obživou bylo zemědělství, pěstování vinné révy, povoznictví a chov ovcí.
Název Krnča se používá od roku 1808, maďarsky Krencs, Kerencs.
ČástI obce je Kutňa, která byla založena zemany utíkajícími před Turky v 16. století. V roce 1553 měla mlýn a platila daň z šesti a půl porty.

## Památky
- Římskokatolický kostel Narození Panny Marie z roku 1948.[10]
- Evangelický kostel z roku 1970.
- Židovský hřbitov ve východní části obce.[11]
- Klasicistní kúria z 18. století.[12]

## Významné osobnosti
- Ján Ribini (1722–1788) byl evangelický kněz, církevní historik a spisovatel náboženské literatury a vychovatel dětí Mateje Bela.